# Trichomycterus spelaeus
Trichomycterus spelaeus är en fiskart som beskrevs av Donascimiento, Villarreal och Anthony J. Provenzano, Jr. 2001. Trichomycterus spelaeus ingår i släktet Trichomycterus och familjen Trichomycteridae. Inga underarter finns listade i Catalogue of Life.